# 2013 RG158
2013 RG158 est un objet transneptunien du disque des objets épars.